# Беекман, Иоланде

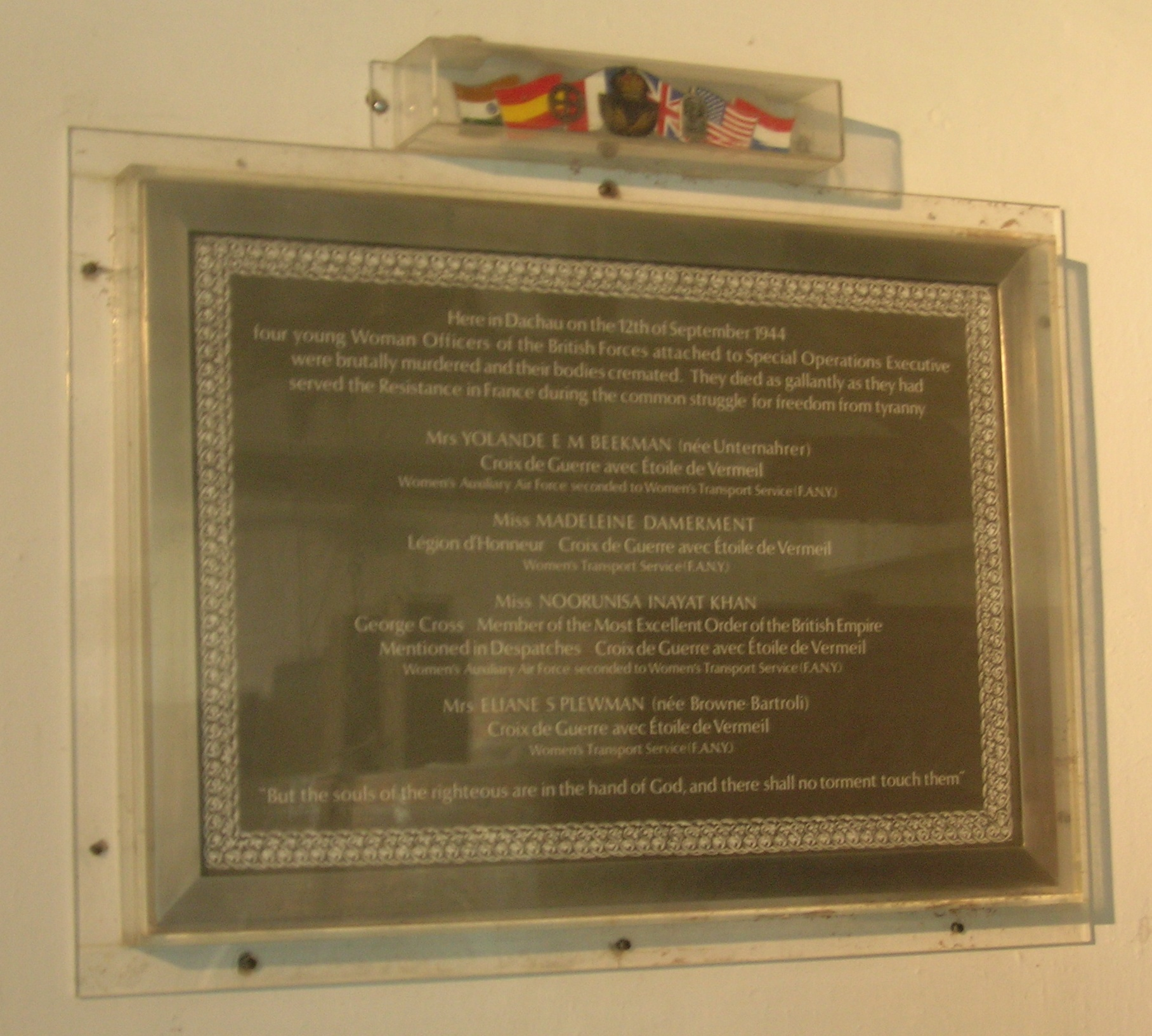
Памятная доска в Дахау

Иоланде Беекман (нем. Yolande Beekmann), урождённая Иоланде Эльза Мария Унтернарер (нем. Yolande Elsa Maria Unternahrer; 7 ноября 1911, Париж — 13 сентября 1944, концлагерь Дахау) — британская разведчица швейцарского происхождения.

## Биография
Родилась в швейцарской семье в Париже. В детстве перебралась в Лондон. Свободно владела английским, немецким и французским языками. После начала Второй мировой войны заступила на службу радистом в Женские вспомогательные воздушные силы, благодаря своим языковым навыкам была завербована в Управление специальных операций для работы во Франции 15 февраля 1943. Её соратницами были Нур Инайят Хан и Ивонн Кормо.
В 1943 году вышла замуж за сержанта армии Нидерландов Япа Беекмана, но после свадьбы вынуждена была оставить мужа и улететь во Францию. Высадилась с самолёта Lysander 161-й специальной эскадры королевских ВВС в ночь с 17 на 18 сентября 1943. Во Франции работала в группе Густава Бьеле, канадского радиста в Сен-Квентане (департамент Эн), под псевдонимом «Мариетт». Отправляла радиограммы в Лондон, оказывая помощь союзникам для подготовки к высадке в Нормандию. 13 января 1944 в кафе Мулен-Брюле была арестована гестаповцами вместе с Густавом Бьеле, оба были брошены в тюрьму, где подвергались пыткам. Позднее Бьеле был казнён.
Иоланде была переведена в тюрьму Фреснес, где ежедневно избивалась. В мае 1944 года её отправили в Карлсруэ, где она встретила медсестру Хедвиг Мюллер. Та после войны писала, что Беекман физически не могла ходить и не вставала на ноги почти никогда. Товарищами Иоланде по несчастью были Элиз Йохе (Свидетель Иеговы), Ани Хаген (спекулянтка на чёрном рынке) и Клара Франк (брошена в тюрьму за то, что зарезала корову без разрешения немецких властей). Беекман оставляла то и дело своей кровью послания на стене или туалетной бумаге.
11 сентября 1944 её отправили в концлагерь Дахау с другими агентами: Мадлейн Дамерман, Нур Инаят Хан и Элиан Плюмэн. Спустя два дня все были расстреляны: каждая из пленница была убита выстрелом в затылок. Трупы погибших были сожжены.
Посмертно Иоланде Беекман была награждена Военным крестом. Память о ней увековечена на памятнике Раннимид в британском графстве Суррей, а также на мемориале во французском городе Валенсай (департамент Эндр) и мемориальной доске в Дахау.